# ماسایوکی اوموری
ماسایوکی اوموری (انگلیسی: Masayuki Omori؛ زادهٔ ۹ نوامبر ۱۹۷۶) بازیکن فوتبال اهل ژاپن است.
از باشگاه‌هایی که در آن بازی کرده‌است می‌توان به باشگاه فوتبال ناگویا گرامپوس، باشگاه فوتبال ساگان توسو، و باشگاه فوتبال سانفریس هیروشیما اشاره کرد.